# Зникла дружина Роберта Дерста
«Зникла дружина Роберта Дерста» (англ. The Lost Wife of Robert Durst) — біографічна кримінальна драма 2017 року знята на основі книги, сюжет якої заснований на реальних подіях.

## Сюжет
У 1971 році Кеті переїжджає в Нью-Йорк. Невдовзі вона знайомиться з Робертом Дерстом — сином власника будинку, в якій оселилася молода жінка. Чоловік починає проявляти знаки уваги, водити її в різні заклади. Хоча іноді поведінка дивувала Кеті, вона все одно погоджується поїхати з ним у Вермонт. Через певний час батько Дерста кличе сина в Нью-Йорк. Щоб не втратити фінансування Роберт із Кеті повертаються. Після весілля новина про вагітність Кеті приводить у лють Роберта. Після аборту Роберт у сварці проявляє агресію та застосовує силу. Вони купують будинок у Південному Салемі. Їхні стосунки погіршуються. Кеті вступає на курси медсестер. Повернувшись після занять вона знаходить фотографії кімнати. Роберт спокійно пояснює, що це пов'язано з його коханкою.
Сеймур Дерст передає право на керування компанією Дугласу, що дуже не подобається Роберту. У Різдвяний день Дуглас на очах у родини Кеті тягне її за волосся. Вона вирішує продовжити освіту. У неї зав'язується роман зі студентом Марком. Роберт починає сильно бити Кеті та не давати розлучення, а Марк Бовен раптово переїжджає.
Дерст пропонує Кеті провести вихідні разом, після цього жінка зникає. Про відсутність дружини Роберт заявляє в поліцію сам. Ніхто з сім'ї Дерста не проявляв зацікавленості в пошуках і не брала участі в розслідуванні. Через недостатність доказів і впливовість родини нікого не було засуджено. У 1999 році справу поновлюють. Нові свідчення вказували на беззаперечну причетність Роберта Дерста, але висунути обвинувачення йому так і не вдалося.

## У ролях
| Актор            | Роль              |
| ---------------- | ----------------- |
| Кетрін МакФі     | Кеті              |
| Деніел Ґілліс    | Роберт Дерст      |
| Айріс Палулі     | Сьюзі Бермен      |
| Джон Гловер      | Сеймур Дерст      |
| Елла Кеннон      | Мері Мак-Кормак   |
| Раян Роббінс     | Джим              |
| Кайла Вайс       | Габріелла Колквіт |
| Френсіс Фленеган | Енн Мак-Кормак    |
| Блер Пеннер      | Дуглас Дерст      |
| Курт Тейшейра    | Марк Бовен        |
| Мартін Донован   | детектив Страк    |
| Чілко Тіві       | Робін Гілл        |
| Джейсон Шомбінг  | Джо Бесера        |

## Створення фільму

### Виробництво
У травні 2017 стало відомо, що Кетрін МакФі та Деніел Ґілліс виконають ролі Кеті та Роберта Дерста відповідно у телефільмі «Зникла дружина Роберта Дерста» виробництва Lifetime. Зйомки тривали з 23 травня по 20 липня 2017 року та проходили в Ванкувері та Британській Колумбії, Канада.

### Знімальна група
- Кінорежисер — Ів Сімоно
- Сценарист — Беттіна Гілоіс
- Лінійний продюсер — Моше Бардаш
- Композитор — Г. Скотт Салінас
- Кінооператор — Адам Слівінскі
- Кіномонтаж — Сільвен Лебел
- Художник-постановник — Боб Боттіері
- Художник-декоратор — Ла Вонне Жирар
- Художник з костюмів — Тіна Фіорда
- Підбір акторів — Сьюзен Еделман, Кетрін Фалькон, Бім Нарайн[4]

## Сприйняття
Фільм отримав змішані відгуки. На сайті Rotten Tomatoes оцінка стрічки становить 33 % від глядачів із середньою оцінкою 3,1/5 (14 голосів). Фільму зарахований «розсипаний попкорн» від глядачів, Internet Movie Database — 6,1/10 (211 голосів).